# Иностранная военная помощь Финляндии в советско-финской войне (1939—1940)
Иностранная военная помощь Финляндии в советско-финской войне (1939—1940) («Зимняя война») — оказание моральной и материальной поддержки Финляндии во время советско-финской войны 1939—1940 гг. Помощь Финляндии в разном масштабе оказывали Великобритания, Венгрия, Германия, Дания, Италия, Норвегия, Польша, США, Франция, Швеция и иные страны. Финляндия получила 350 самолётов, 500 орудий, более 6 тысяч пулемётов, около 100 тысяч винтовок и другое вооружение, а также 650 тысяч ручных гранат, 2,5 миллиона снарядов и 160 миллионов патронов. Из 26 стран прибыло около 11,5 тысяч добровольцев, большинство которых имели хотя бы малую подготовку. Основная часть была прислана в конце конфликта, в отличие от частей, прибывших на место действия первыми: среди них были 8,7 тысяч шведов (из них был создан Шведский добровольческий корпус), 1000 датчан (в том числе Кристиан Фредерик фон Шальбург), около 1 тысячи эстонцев, 725 норвежцев, 372 карельских финна, 366 венгра, 346 финнов из различных общин по всему миру, более 20 латышей и ещё 190 человек других национальностей. По финским источникам, в войне участвовало 12 тысяч иностранцев.

## Страны

### Великобритания
Британское правительство поставило финнам 75 самолётов. Среди них были 24 бомбардировщика Bristol Blenheim (один из них разбился при перегоне в Финляндию, ещё один был повреждён), 30 истребителей Gloster Gladiator, 11 истребителей Hawker Hurricane I и 11 разведывательных самолётов Westland Lysander. Также были переправлены ещё 10 истребителей американского производства Brewster F2A Buffalo. Авиация, однако, прибыла под самый конец войны. Из иной военной помощи преобладала поставка пехотного оружия: 124 единицы автоматического стрелкового оружия и 70 противотанковых ружей Бойса обр. 1937 года. Также британцы переправили 114 полевых орудий, 200 противотанковых орудий, 185 тыс. артиллерийских снарядов, 17 700 авиабомб и 10 тыс. противотанковых мин.

### Венгрия
Считается, что только венгры сформировали полноценное воинское формирование в составе Вооружённых сил Финляндии. Ещё до войны венгры и финны установили добрососедские отношения, основываясь на финно-угорском родстве. Де-юре венгерское правительство не высказывало поддержку финнам, но тайно переправляло финансы в помощь правительству. Альберт Сент-Дьёрди, лауреат Нобелевской премии по медицине 1937 года, передал всю свою премию Финляндии. Правительство графа Пала Телеки поставило оружия и боеприпасов на сумму более чем 1 млн. пенгё, и этому активно способствовал Миклош Хорти, венгерский регент. Проблема была в том, что немцы запрещали перевозку оружия и припасов иностранным государствам через свою территорию.
Набор добровольцев начался 16 декабря: из 25 тысяч кандидатов были отобраны 350 человек. Их военная подготовка продолжалась с 10 января в течение месяца. Из прошедших её был сформирован Венгерский добровольческий батальон из отряда Сису численностью 346 человек под командованием лейтенанта Имре Кемери Надя[hu]. В батальоне были 24 старших офицера, 52 младших офицера, два военных врача и два капеллана. Чтобы избежать ареста в Германии за нарушение закона, запрещавшего перевозить припасы и переводить войска стран-союзниц по территории Рейха, венгры совершили путешествие в обход через Югославию, Италию, Францию, Великобританию, Норвегию и Швецию. Оружие им не выдавали, и они прибыли в Финляндию на поездах под видом туристов, ехавших на горнолыжные курорты. 2 марта батальон прибыл в Финляндию.
Батальон располагался в городе Лапуа, проходя обучение в специальном международном центре. Солдаты занимались лыжным спортом и обучались ведению боёв в зимних условиях. Однако 12 марта в Москве был заключён мирный договор, положивший конец войне, что вызвало волну недовольства у венгров. В конце войны Маннергейм лично встретился с венграми и поблагодарил их за то, что они прибыли в Финляндию по зову сердца. Кемери Надь был произведён в капитаны, а батальон продолжил службу с 17 апреля по 19 мая 1940 на новой советско-финской границе в Лаппеэнранте. 20 мая 1940 венгры покинули Турку на пароходе и прибыли в немецкий Штеттин, откуда выбрались домой на поезде в сопровождении немецкой охраны. 28 мая венгры благополучно вернулись в Будапешт.
В финской армии были и другие венгерские солдаты, лично решившие пойти на войну. Второй лейтенант Матьяш Пиритьи служил в ВВС Финляндии, на его счету более 20 вылетов. Вильмош Бекашши, прапорщик ВВС Финляндии, не вернулся после вылета, исчезнув бесследно над Ботническим заливом. Геза Сепешши вместе с четырьмя однокурсниками Берлинского военно-технического училища служил в Финляндии и был ранен.
Полная история службы венгров в Зимней войне была опубликована в 2003 году на финском и венгерском языках (автор Анталь Рупрехт).

### Германия
Несмотря на то, что Германия обязывалась согласно договору с СССР о ненападении и секретному протоколу к пакту Молотова — Риббентропа не влезать в Финляндию как сферу влияния СССР, фактически Третий рейх поддерживал своего будущего союзника по войне с СССР. Министр иностранных дел Италии Галеаццо Чиано в своём дневнике утверждал, что в декабре 1939 года об этом проболтался финский посол в Италии: Германия «неофициально» отправила в Финляндию партию трофейного вооружения, захваченного в ходе польской кампании (что противоречило официальному законодательству Рейха). Кроме того, 21 декабря 1939 года Германия заключила договор со Швецией, в котором обещала поставить в Швецию столько же оружия, сколько Швеция передаст Финляндии из собственных запасов. После этого Швеция стала поставлять ещё больше оружия для Финляндии. В самом конце войны Тойво Кивимяки, будущий финский посол, прибыл в Германию и 22 февраля 1940 на переговорах с Германом Герингом получил некие гарантии того, что Германия поможет вернуть Финляндии любые территории, которые СССР потребует от финнов.

### Италия
Италия незамедлительно ответила на призывы Финляндии о помощи: Королевские военно-воздушные силы Италии отправили 35 истребителей Fiat G.50, но пять машин были разбиты при их перегоне и освоении личным составом. В свою очередь, Королевская итальянская армия передала 94,5 тыс. винтовок M1938, 1500 пистолетов Beretta обр. 1915 года и 60 пистолетов Beretta M1934. Часть оружия в итоге была перехвачена в Германии и передана финнам только после окончания войны. Часть итальянских добровольцев также прибыла на фронт для участия в боевых действиях.

### Норвегия
Норвежское правительство, зная о заключённом советско-германском пакте о ненападении, запретило норвежским солдатам и офицерам идти на войну против СССР, опасаясь нарваться на крупные неприятности от Германии. На фронт в итоге ушли 725 человек, но из них 125 человек только добрались спокойно до прифронтового города Салла за три недели до конца войны. Норвежцы не потеряли никого убитыми или ранеными, но большую часть их солдат признали непригодными к службе и разбросали по домам отдыха и вытрезвителям Финляндии. В числе сражавшихся на стороне Финляндии были Макс Манус, Лейф Ларсен и Гуннар Сёнстебю.. Ещё 30 врачей и 40 медсестёр из Норвежской народной помощи проходили службу в Финляндии, помогая тяжело раненым.
Для финансовой поддержки Финляндии по всей стране проводились различные кампании: так, специальным Фондом помощи была собрана сумма в 2 миллиона норвежских крон, на которые были куплены шесть учебных самолётов и на которых проходили обучение пилотажу финские студенты под Осло. Различные спортивные соревнования организовывались в поддержку Финляндии: все вырученные средства шли на благотворительные цели. На часть таких средств были приобретены 50 тысяч рюкзаков с припасами и медикаментами, которые отправились в Финляндию. Писательница Сигрид Унсет 25 января 1940 лично пожертвовала всю свою Нобелевскую премию в фонд помощи Финляндии.
Из запасов норвежской армии были переданы карабины Крага-Йоргенсена, а также варежки для стрелков. Тайно норвежское правительство в феврале 1940 года передало финнам 12 орудий Ehrhardt 7.5 cm Model 1901 немецкого производства, получившие индекс 75 K 01 в финской армии, и ещё 12 тысяч боеприпасов к ним. С аэродрома Сола под Ставангером в Финляндию перегоняли самолёты, также норвежцами собирались шведские самолёты Saab для финнов в шведском местечке Трольхеттен.
В норвежском Финнмарке от ужасов войны по состоянию на 6 февраля 1940 скрывались более тысячи беженцев из Петсамо, который был уже занят советскими войсками. К концу войны в Норвегии насчитывалось уже 1600 финских беженцев. Финские солдаты отдельной Лапландской боевой группы, отступившей к границе с Норвегией, были отправлены в тюрьму Хегра в Норд-Трёнделаге, но позднее были репатриированы в Финляндию.
За время войны британцы и французы безуспешно пытались организовать отправку экспедиционного корпуса: во-первых, сама Финляндия не изъявила подобного желания; во-вторых, норвежцы запретили британско-французскому альянсу использовать свои порты и территорию для размещения войск, пригрозив обстрелять любой корабль, который зайдёт в Тронхейм или Нарвик с такими намерениями. После войны норвежцы продолжили оказывать помощь Финляндии. 9 апреля 1940 финны после вторжения немцев в Норвегию заявили, что все неиспользованные норвежские средства отправят в помощь движению Сопротивления.

### Польша
Владислав Сикорский, премьер-министр польского правительства в изгнании, пообещал отправить Польскую отдельную горную бригаду на помощь финнам. Помощь была организована слишком поздно, и в итоге до Финляндии добрались только шесть польских добровольцев, причём вовсе не из этой бригады. Группу украинцев из Польши, прибывших сражаться в составе финских войск против СССР, возглавил писатель Юрий Горлис-Горский.

### США
США в декабре 1939 года ввели в отношении СССР моральное эмбарго — запрет на поставку в Советский Союз образцов авиатехники, сырья и оборудования для советской авиационной промышленности. В ответ на призывы производителей не поставлять товары стране, нарушившей устав Лиги наций, американо-российская торговая палата сравнила такую позицию с «отказом продавать товары человеку просто потому, что он бьёт свою жену». В декабре 1939 года бывший президент США Герберт Гувер возглавил Фонд помощи Финляндии (на основе Комиссии помощи Польши и Комиссии помощи Бельгии): к концу января 1940 года Финляндия получила из этого Фонда более 2 млн долларов США.
В Хельсинки была направлена группа американских лётчиков (в том числе и финнов по национальности): по словам представителя Правительства США, это не противоречило закону о нейтралитете США. В январе 1940 года США продали Финляндии 10 тысяч винтовок, а также передали ещё 44 истребителя Brewster F2A Buffalo, но они прибыли слишком поздно и не успели принять участие в боевых действиях. Попытки финнов получить из Америки кредит или закупить военные материалы в большинстве своем отклонялись. В связи с принятием закона о нейтралитете президент и госсекретарь проявляли осторожность.

### Франция
Франция планировала поставить Финляндии 179 самолётов (безвозмездно передать 49 истребителей и продать ещё 130 самолётов различных типов), однако фактически в период войны были безвозмездно переданы 30 истребителей Morane-Saulnier MS.406C1 и ещё шесть Caudron C.714 прибыли после окончания боевых действий и в войне не участвовали. C.714 изначально были планированы для передачи Польше, однако потом решение было отменено — только после начала Зимней войны французы перевезли самолёты в Гавр, где их планировалось отправить на кораблях в Финляндию. К 12 марта 1940, дню подписания мирного договора, французы готовили отправить ещё 10 самолётов на кораблях и везли из Парижа в гавань Гавра ещё три истребителя. Также Финляндии были переданы 160 полевых орудий, 500 пулемётов, 795 тыс. артиллерийских снарядов, 200 тыс. ручных гранат, 20 млн патронов, 400 морских мин и несколько тысяч комплектов амуниции. Также Франция стала первой страной, официально разрешившей запись добровольцев для участия в финской войне.

### Швеция
Швеция, объявившая о своём нейтралитете в начале Второй мировой войны, тем не менее, во время Зимней войны нейтралитета не объявляла, а заявила о себе как невоюющей стороне. Это позволило активно оказывать помощь Финляндии, поставляя военное снаряжение, сырьё и финансы. Около 8,7 тыс. шведов отправились сражаться в Финляндии против советских войск. Шведская армия, сокращавшая свои силы, лично передала одну треть своего вооружения финским войскам: по разным оценкам, шведы передали за годы войны от 80 до 135 тыс. винтовок, 500 автоматических винтовок и пулемётов, 50 млн патронов, около 330 орудий (в том числе 112 полевых, 85 противотанковых, 104 зенитных), 30 тысяч артиллерийских снарядов и 29 самолётов. Правительство Швеции разрешило проведение в стране кампании «Дело Финляндии — наше дело» по сбору пожертвований для Финляндии, а Государственный банк Швеции предоставил Финляндии кредит.
В числе поставленных самолётов были 12 истребителей Gloster Gladiator II, пять бомбардировщиков Hawker Hart и ещё восемь других самолётов, которые вошли в состав так называемых Шведских добровольческих ВВС. Отдельно в составе ВВС Финляндии воевал шведский лётчик Карл фон Розен, который приходился племянником Карин Геринг, первой жене Германа Геринга. Около 900 рабочих и инженеров служили в добровольческих строительных отрядах. В марте финны должны были принять ещё пять бомбардировщиков Junkers Ju 86, которые 11 марта должны были вылететь из шведского города Боден. Однако вылет, запланированный на 13 марта, так и не состоялся.
В Финляндии проходил обучение Шведский добровольческий корпус численностью 8402 человека — и только он успел закончить обучение ещё до конца войны. В середине февраля при поддержке пяти финских батальонов он сражался под Мяркяярви, помогая финнам сдерживать натиск двух советских дивизий, однако мирные переговоры вынудили корпус прекратить огонь. Погибли в бою 33 человека, в том числе и их командир, подполковник Магнус Дюрссен. Участие Шведского добровольческого корпуса позднее позволило Финляндии укрепить отношения со Швецией и расширить права местного шведского населения: после войны Швеция неоднократно предлагала военную помощь Финляндии в случае очередного нападения СССР. Финны не забыли помощь Норвегии и Швеции: большой отряд финских добровольцев сражался во время Датско-норвежской операции на стороне норвежской армии против гитлеровцев и помогал после капитуляции норвежским солдатам скрываться от немцев, а также сам вёл бои против оккупационных войск. Последний такой финско-шведский отряд капитулировал только 2 мая у местечка Ус.

### Другие страны
- В  Австралии общественное мнение было на стороне Финляндии. Типичным для австралийской общественности был отклик женщины из Сиднея, которая отправила чек Пааво Симелиусу, финскому консулу, на 200 фунтов стерлингов для помощи финнам, рассматривая войну как борьбу за свободу. Она заявила, что тщетно ждала, что кто-то в Австралии возьмет на себя инициативу и встанет рядом с Канадой и Новой Зеландией, чтобы послать помощь финнам. Правительство обратило внимание на про-финское общественное мнение и предпринимало шаги для оказания помощи Финляндии. Однако в итоге была оказана поддержка лишь через Красный крест и другую гуманитарную помощь, тогда как австралийским добровольцам не было дано разрешение воевать, поскольку считалось, что когда они прибудут в Финляндию война уже будет завершена[44].
- Аргентина имела профинляндскую позицию до и во время Зимней войны. Аргентина поддержала в Генеральной Ассамблее Лиги Наций изгнание Советского Союза за его агрессивную политику. В том же году Аргентина приняла решение открыть свою миссию в Финляндии, хотя война задержала проект до 1949 года[45].

- Бельгия поставила Финляндии 171 пистолет-пулемёт MP.28-II[46], а в феврале 1940 года — 56 пистолетов «парабеллум» P-08[47].
- Бразилия поддержала Финляндию, президент Жетулиу Варгас дал разрешение пожертвовать 10 000 мешков кофе Финляндии[48].
- Папа Римский Пий XII от лица Ватикана оказал моральную поддержку Финляндии, произнеся молитву о мире в Финляндии[49].
- Дания от лица своего Правительства продала Финляндии около 30 штук 20-мм противотанковых орудий и снаряды к ним, но чтобы не нарушать нейтралитет, подделала документы на заказ, подписав его как «шведский»[50]. В Финляндию также были направлены санитарная автоколонна и квалифицированные рабочие, также началась кампания по сбору денежных средств для Финляндии[51]. Помимо этого, по частной инициативе был сформирован Датский корпус «Финляндия», по силе равный батальону. Датские добровольцы насчитывали около 1000 человек, из них около 20 % составили члены датской нацистской партии, в том числе известнейший в Дании Кристиан Фредерик фон Шальбург. В итоге в корпусе служили и датчане, уже через год вступившие в Добровольческий корпус «Данмарк» и служившие немцам, и те, кто позже присоединился к датскому Сопротивлению. Участия в боях корпус так и не принял, слишком поздно прибыв на фронт[52].
- В финской армии служили еврейские беженцы со всей Европы, рассчитывавшие получить политическое убежище в стране[53].
- Мексика дипломатически поддержала Финляндию. Президент Ласаро Карденас направил 6 декабря 1939 года послание солидарности, в котором говорится: «перед лицом агрессии, жертвами которой является финский народ, народ и правительство Мексики выражают ему свое искреннее сочувствие»[54].
- На стороне Финляндии сражались русские белоэмигранты в лице представителей Русского Обще-Воинского Союза (РОВС). Группа эмигрантов во главе с Борисом Бажановым прибыла в Финляндию и 15 января 1940 встретилась с маршалом Маннергеймом, получив разрешение на формирование отрядов из пленных красноармейцев. Несколько небольших «Русских народных отрядов» под командованием шести офицеров-белоэмигрантов были сформированы, но только один из них численностью 30 человек под командованием «штабс-капитана К.» в течение десяти дней находился на линии фронта[55] и успел принять участие в боевых действиях[56].
- УНР в изгнании также предлагали помощь Финляндии. В декабре 1939 года председатель правительства УНР А.Я. Шульгин вёл переговоры с финскими дипломатами, а бывший член Высшего войскового совета УНР генерал Удовиченко предложил направить офицера для отбора среди советских военнопленных украинцев с целью формирования национальной украинской воинской части. Финское руководство рассматривало возможность использования украинцев в пропагандистской деятельности и подготовило листовки на украинском языке для бойцов РККА. Однако, кроме отдельных упоминаний о небольшом отряде, сформированном бывшим офицером армии УНР Юрием Горлис-Горским, и свидетельств об антисоветской пропаганде среди военнопленных украинского происхождения, конкретные результаты этих инициатив остаются малоизвестными[57].
- Уругвай дипломатически поддержал Финляндию в войне. Общественное мнение склонялось к поддержке Финляндии и 5 марта 1941 года уругвайский парламент проголосовал за закон о безвозмездной передаче Финляндии 100 000 песо, на которые Финляндия купила шерсть, прибывшую в Финляндию 9 марта 1941 года. Кроме того, была создана «Комиссия друзей Финляндии», которая собирала деньги, а газеты La Mañana и El Diario, провели сбор, в результате которого было закуплено и отправлено 10 563 консервов с 350 граммов солонины. На каждой банке была надпись на финском языке: «Uruguayn kansa Suomen sankarilliselle armeijalle» (От уругвайского народа героической армии Финляндии). Они были отправлены из Монтевидео в конце февраля 1940 года[58].
- Южно-Африканский Союз безвозмездно передал Финляндии 22 истребителя Gloster Gauntlet II[12].
- Япония ввиду географической удалённости могла предоставить лишь незначительную помощь. Японская разведка в Скандинавии сотрудничала с финской разведкой, и хотя значительно стратегически полезных данных собрать не удалость, некоторые данные финское правительство посчитала важными[59].

## Влияние иностранной военной помощи на ход войны
Кандидат исторических наук Геннадий Коваленко отметил, что шведские добровольцы, большая часть которых прибыла на фронт к концу войны, «не могли оказать какого-либо влияния на ход боевых действий». Шведские добровольцы понимали это — газета «Доброволец» писала:

Мы, шведы Добровольческого корпуса, не смогли сделать ничего существенного. Мы сидим здесь в зимней тундре и не знаем, чем заняться…
Поставки боевой техники имели большее значение. Так, британские «Бленхеймы», составили основу бомбардировочного парка финской авиации в июне 1941 года, приняли активное участие в боевых действиях против СССР в Великой Отечественной войне и эксплуатировались до 1956 года.